# Roland Gerbacea
Roland Gerbacea (ur. 17 marca 1989) – rumuński biathlonista. Zadebiutował w biathlonie w rozgrywkach juniorskich w roku 2007.
Starty w Pucharze Świata rozpoczął zawodami w Pjongczangu w roku 2009 zajmując 40. miejsce w sprincie lecz później został zdyskwalifikowany za zbyt długie narty. Jego dotychczasowy najlepszy wynik w Pucharze Świata to 65. miejsce w biegu indywidualnym w Pjongczangu w roku 2009.
Podczas Mistrzostw świata juniorów w roku 2007 w Martell zajął 22. miejsce w sprincie, 31 w biegu pościgowym, 34 w biegu indywidualnym i 17 w sztafecie. Na Mistrzostwach Świata Juniorów w roku 2008 w Ruhpolding zajął 22. miejsce w biegu indywidualnym, 9 w sprincie, 17 w biegu pościgowym oraz 4 w sztafecie. Na Mistrzostwach Świata Juniorów w roku 2009 w Canmore zajął 27. miejsce w biegu indywidualnym, 32 w sprincie, 22 w biegu pościgowym oraz 9 w sztafecie.

## Osiągnięcia

### Mistrzostwa Świata Juniorów
- 2007 Martello – 34. (bieg indywidualny), 20. (sprint), 31. (bieg pościgowy) 17. (sztafeta)
- 2008 Ruhpolding – 22. (bieg indywidualny), 9. (sprint), 17. (bieg pościgowy) 4. (sztafeta)
- 2009 Canmore – 27. (bieg indywidualny), 32. (sprint), 22. (bieg pościgowy), 9. (sztafeta)

### Mistrzostwa Świata
- 2009 P'yŏngch'ang – 65. (bieg indywidualny), DSQ. (sprint), DSQ. (bieg pościgowy)